# Jerome Powell
Jerome (Jay) Hayden Powell (Washington D.C., 4 februari 1953) is een Amerikaans bestuurder en bankier. Hij is de voorzitter van het Federal Reserve System sinds 5 februari 2018. Hij is bestuurslid bij het Federal Reserve System sinds 25 mei 2012.

## Biografie
Hij werd geboren op 4 februari 1953 en is de zoon van Patricia (Hayden) en Jerome Powell. Zijn vader was advocaat. Hij studeerde politicologie aan de Princeton-universiteit en behaalde in 1979 een juridische graad aan Georgetown University Law Center.
Hij werd actief als jurist, maar maakte in 1984 de overstap naar de financiële sector en ging werken voor de Amerikaanse investeringsbank Dillon, Read & Co. Tussen 1990 en 1993 werkte hij bij het Amerikaanse ministerie van Financiën. Na zijn korte verblijf bij het ministerie ging hij terug naar de financiële wereld en werkte, onder andere, bij Bankers Trust, Dillon, Read & Co en The Carlyle Group.
In december 2011 werd hij door president Barack Obama genomineerd als lid van de Board of Governors bij het Federal Reserve. Dat de democraat Obama een republikein voor deze positie nomineerde was ongewoon. Op 25 mei 2012 werd zijn nominatie geëffectueerd en zijn eerste termijn duurde tot medio 2014. In juni 2014 werd hij herbenoemd voor een normale termijn van 14 jaar, die tot 31 januari 2028 loopt. Op 2 november 2017 werd hij door Donald Trump voorgedragen als opvolger van Janet Yellen.

### Federal Reserve voorzitter
Powell werd officieel voorzitter op 5 februari 2018.
Op 22 november 2021 heeft president Biden hem voorgedragen voor een tweede termijn als voorzitter van het Federal Reserve. Zijn eerste termijn van vier jaar liep af in februari 2022. In 2022 werd hij opnieuw genomineerd en gekozen.
President Trump heeft zijn afkeuring laten blijken over het aanhouden van hoge intrestvoeten door de Fed. Powell heeft aangegeven dat het "door de wet niet toegelaten" is dat de president de zittende Fed-voorzitter zou vervangen. In april 2025 postte Trump op Truth Social dat "Powell niet snel genoeg kan afgedankt worden!". Medio juni 2025 noemde Trump Powell "stupid" (dom) omdat Powell de rente niet zou verlagen. De Fed heeft een hoge mate van beleidsvrijheid en het is ongekend dat een Amerikaanse president het beleid en de persoon zo publiekelijk aanvalt.

## Privé
Powell is in 1985 getrouwd met Elissa Leonard en samen hebben ze drie kinderen.